# Šimun Debelić
Šimun (Šima) Debelić (Prkovci, 26. siječnja 1902. – Zagreb, 17. svibnja 1945.),  hrvatski veterinarski stručnjak, mikrobiolog, sveučilišni profesor, kulturni djelatnik i visoki državni službenik iz Prkovaca Prvi je hrvatski znanstveno educirani nastavnik iz "Higijene i tehnologije namirnica animalnog podrijetla". Ljudskim, domoljubnim i znanstvenim životom premostio je mnoge putove po Europi i Americi.

## Životopis
Rođen 1902. godine. U Cerni je završio pučku školu. U Vinkovcima je 1920. završio gimnaziju. Veterinu je studirao u Zagrebu i diplomirao 1926. godine. Iste godine zaposlio se u Skoplju, a sljedeće u Zagrebu. Doktorirao je 1928. godine. U Zagrebu je do 1930., kad je otišao u SAD na specijalizaciju, pa poslije u Njemačku i Švicarsku. (1931./32.)
Oženio je Vlastu, poznatu pijanisticu, kći Ivana Lorkovića i sestru Mladena Lorkovića. U braku su dobili dvoje djece, Mladena, poslije poznatog hrvatsko-njemačkog liječnika pulmologa i alergologa, i Nikole, koji je poslije bio glazbenik, dirigent u Sarajevu, Dubrovniku i Zagrebu te diplomat koji je bio veleposlanik Republike Hrvatske u Rumunjskoj i Moldaviji.
Kad su mu se djeca rodila, bio je još docent (od 1932.), a poslije je postao redovni profesor na Veterinarskom fakultetu u Zagrebu. Na Veterinarskom fakultetu u Zagrebu 1932. oživotvorio je rad Zavoda za higijenu i tehnologiju namirnica životinjskog podrijetla. Predstojnik tog zavoda bio je te prvi predavač do 1945. godine. Godine 1933. otišao je na višemjesečnu specijalizaciju u Državni zavod za veterinarsko-sanitarni nadzor namirnica u Berlinu, velebni Institut za zdravstvenu zaštitu potrošača i veterinarsku medicinu “Robert von Ostertag”.
Područje njegova znanstvena interesa bila su bakteriološka istraživanja zaraznih bolesti i higijena živežnih namirnica animalnog podrijetla. Znansveni i stručni opis čini mu 30-ak znanstvenih i stručnih radova. Članke je objavio od 1928. do 1938. u Glasniku Centralnog higijenskog zavoda, Veterinarskom arhivu, Jugoslavenskom veterinarskom glasniku. Surađivao je na knjizi Narodna čitanka o zdravlju (1930.).
Mnogo je zaslužan za širenje znanstvene, higijenske i veterinarske infrastrukture u Hrvatskoj. Njegovom zaslugom organiziran je Zavod za higijenu i tehnologiju namirnica animalnog podrijetla na Veterinarskom fakultetu u Zagrebu, u Vinkovcima je izgrađen Veterinarski zavod te diljem Hrvatske izgrađeno je više veterinarskih ambulanti, čime je zaštita stoke i kakvoća namirnica animalnog podrijetla i kvaliteta prehrane ljudi podignuta na višu razinu.
Bio je radio i pri visokim političkim tijelima. Bio je voditelj Odsjeka za veterinarstvo pri vladi Banovine Hrvatske. U međuvremenu se angažirao i na kulturnom polju. Od 1940. do 1943. predsjedavao je ‘Šokadijom’ iz Zagreba – društvom za promicanje hrvatske kulture i baštine. a u Vladi NDH na gospodarskim poslovima. Pred dolazak Titovih partizana u Zagreb 8. svibnja, nije pobjegao kao ostali članovi ustaške Vlade, nego je ostao u gradu raditi svoj svakodnevni posao. Unatoč njegovim velikim zaslugama za podizanje kvalitete zdravlja i prehrane stanovništva, nove jugokomunističke vlasti uhitile su ga 17. svibnja 1945. u Zagrebu te krajem svibnja 1945. ubile na Savskoj cesti u Zagrebu.
U Vinkovcima danas jedna ulica nosi njegovo ime. U Retkovcima, nedaleko od rodnih mu Prkovaca postoji Veterinarska ambulanta čiji je on utemeljitelj.